# Yūji Wakasa
Yūji Wakasa (japanisch 輪笠 祐士 Wakasa Yūji; * 9. Februar 1996 in Inagi) ist ein japanischer Fußballspieler.

## Karriere
Wakasa erlernte das Fußballspielen in der Jugendmannschaft des FC Tokyo und der Universitätsmannschaft der Nippon Sport Science University. Seinen ersten Vertrag unterschrieb er 2018 bei Fukushima United FC. Der Verein spielte in der dritthöchsten Liga des Landes, der J3 League. Für den Verein absolvierte er 63 Ligaspiele. 2020 wechselte er zum Ligakonkurrenten Blaublitz Akita. Mit Blaublitz feierte er 2020 die Meisterschaft der dritten Liga und den Aufstieg in die zweite Liga. Von dort wechselte er dann im Sommer 2022 weiter zum Ligarivalen Fagiano Okayama.

## Erfolge
Blaublitz Akita
- Japanischer Drittligameister: 2020  ▲